# Horace Sébastiani
Pour les articles homonymes, voir Sébastiani.
Horace François Bastien Sébastiani, comte de La Porta et de l'Empire, né le 17 novembre 1772 à La Porta, en Corse, et mort le 20 juillet 1851 à Paris, est un militaire, diplomate et homme politique français.
Il s'est illustré pendant les guerres de l'Empire et a été ambassadeur à la Porte (1806-1808), avant de jouer un rôle politique de premier plan sous la monarchie de Juillet qui le fait maréchal de France, ministre de la Marine et des Colonies (11 août 1830 – 17 novembre 1830) et ministre des Affaires étrangères (17 novembre 1830 – 11 octobre 1832).

## Biographie
Fils de Joseph-Marie Sébastiani, tailleur et artisan aisé, et de la signora Maria Piétra Francesca Alterice Franceschi, Horace Sébastiani est élevé par son oncle Louis Sébastiani, qui est prêtre et doit devenir évêque d'Ajaccio en 1802, puis baron de l'Empire en 1810. Il est d'abord destiné à la carrière ecclésiastique, mais la Révolution française vient contrarier ce plan : pour fuir les troubles de la Corse, la famille Sébastiani est contrainte de passer en France, où le jeune Horace obtient un brevet de sous-lieutenant d'infanterie au régiment de Vintimille le 27 août 1789.

### Sous la Révolution et l'Empire

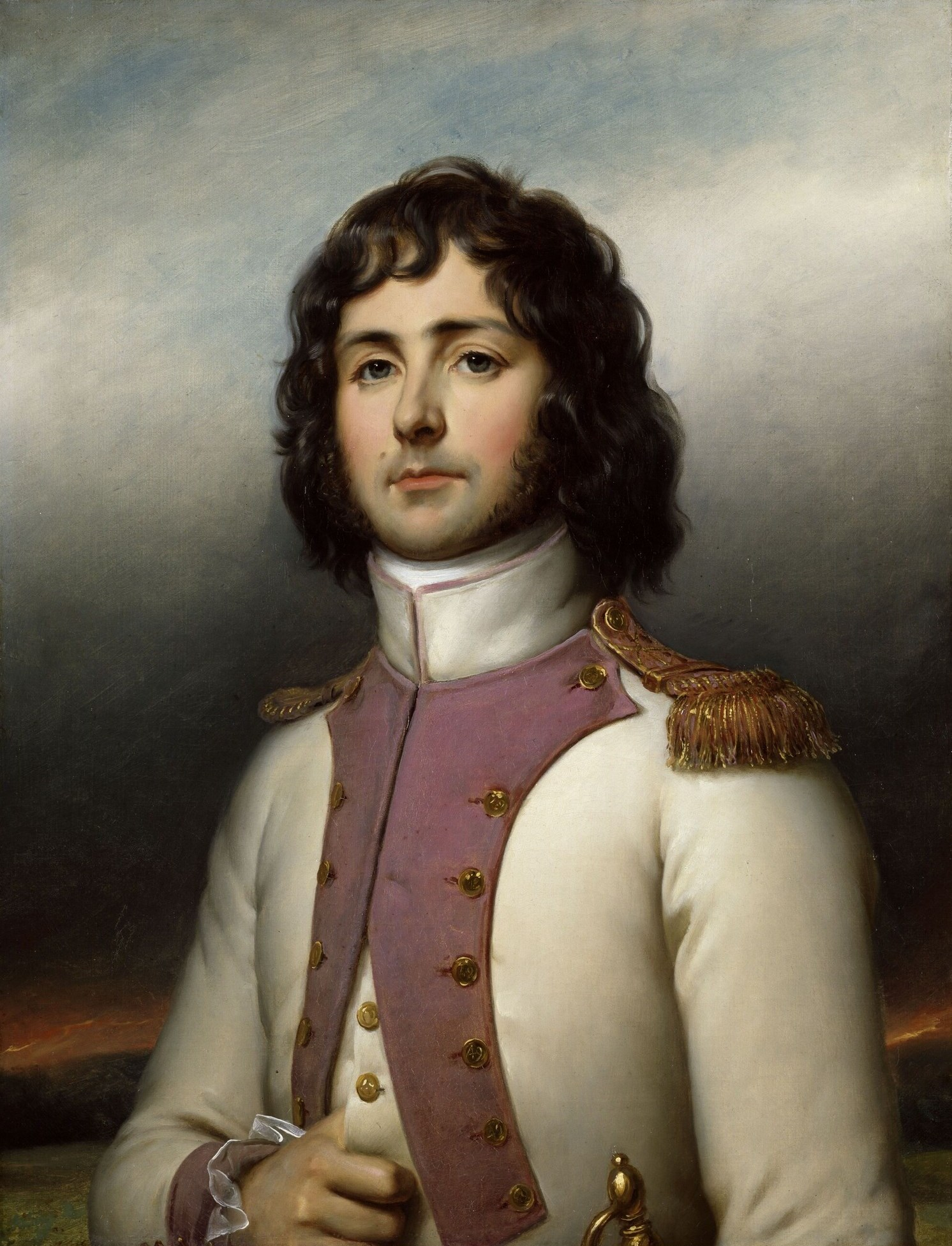
Horace Sébastiani en uniforme de lieutenant du d'infanterie de ligne en 1793. Portrait par Jean-Baptiste Paulin Guérin (1783-1855), 1835, château de Versailles.

En 1793, Sébastiani rejoint comme lieutenant la 15e demi-brigade légère de première formation, qui prend le nom de 15e bataillon de chasseurs et sert en Corse. Il remplit les fonctions d'agent militaire auprès des représentants du peuple en mission et devient aide de camp du général Rochon le 9 décembre 1793. Il passe le 30 juin 1794 à l'armée des Alpes et devient aide de camp du général de Casabianca. Il est incorporé avec le grade de capitaine dans le 9e régiment de dragons le 19 mars 1795.

#### Campagnes d'Italie
Il se distingue dans la première campagne d'Italie, est blessé lors de la bataille de Dego le 15 avril 1796 et est nommé chef d'escadron par le général Marceau le 22 septembre 1797, pour sa belle conduite à Arcole, puis promu chef de brigade par le général Moreau le 20 avril 1799 un mois après la bataille de Vérone du 26 mars 1799. Il est fait prisonnier avec la division Sérurier, dont fait partie son régiment, surprise à Verderio le 28 avril 1799, engagement où il fit de vaillants mais inutiles efforts pour s'ouvrir un passage à travers les rangs de l'armée russe commandée par Souvorov, mais fut finalement obligé de se rendre. Après une courte captivité, il est échangé et peut rentrer en France. Il reçoit le commandement du 9e régiment de dragons le 13 août 1799.

#### 18 brumaire
Au 18 brumaire le 9 novembre 1799, Sébastiani est en garnison à Paris avec son 9e dragons, dont il est désormais le colonel (ou plutôt chef de corps avec grade de chef de brigade). Il prête à Napoléon Bonaparte l'appui de ses soldats pour chasser les députés récalcitrants à Saint-Cloud et le 20 brumaire (11 novembre) on peut lire au Moniteur une adresse du 9e dragons et de son colonel aux consuls pour les féliciter des « changements salutaires qui venaient de s'opérer ».
Il combat ensuite à la bataille de Marengo le 14 juin 1800, puis au passage du Mincio et à Monzambano le 26 décembre 1800. Il entre à Trévise le 14 janvier 1801 et est chargé, après la victoire, de poser, de concert avec Marmont, les bases de l'armistice de Trévise.
C'est alors un jeune homme particulièrement séduisant : « Il a reçu de la nature, écrit Adolphe Loève-Veimars, un physique des plus séduisants, une de ces allures qui font insurrection dans les salons et dans les boudoirs ; il est d'une taille moyenne, mais bien prise ; tous ses gestes sont gracieux [...] Sa figure longue et pleine a quelque chose d'angélique et de chérubin, de longs cheveux bouclés encadrent merveilleusement sa tête harmonieuse, qui semble une conception raphaélique. » « Il causait, dit la comtesse Merlin, avec une grâce à nulle autre pareille, car même lorsqu'il s'écoutait trop, ce qui lui arrivait souvent, on se sentait porté à lui pardonner en faveur de sa physionomie fière et sympathique. »

#### Missions diplomatiques en Orient (1802-1805)
Le 11 octobre 1801, il est envoyé en mission dans l'Empire ottoman. La paix d'Amiens marque le début de la carrière diplomatique de Sébastiani. Il est chargé d’une mission importante en Orient ; parti le 16 septembre 1802, il est chargé de faire reconnaître le drapeau de la République cisalpine à Tunis et à Tripoli, puis il se rend à nouveau à Constantinople pour y faire des propositions d'alliance. Il est ensuite envoyé en Égypte, où il somme le général britannique Stuart d'évacuer Alexandrie comme le stipulait le traité d'Amiens, et effectue également une mission près de Djezzar Pacha, pacha de Saint-Jean-d'Acre, ainsi qu'auprès des puissances barbaresques, pour tenter de les attacher à la France dans la prévision d'une attaque contre les Indes britanniques.
Ayant réussi dans cette négociation difficile, il obtient à son retour le grade de général de brigade le 29 août 1803 et va prendre le commandement d'une brigade de dragons au camp de Boulogne. Puis il est chargé de surveiller pendant quelque temps les côtes de Bretagne.

#### Ambassadeur à Constantinople (1805-1808)
Lors de la campagne d'Autriche, il se distingue à la tête de la 1re brigade de la division de dragons du général Walther, rattachée à la réserve de cavalerie de Murat. Il entre à Vienne le 13 novembre. Il combat à la bataille d'Hollabrunn (1805) le 16 novembre, il fait 2 000 prisonniers à la bataille de Pohrlitz le 17 novembre et participe à la bataille d'Austerlitz le 2 décembre, où il est grièvement blessé d'une balle dans la poitrine, ce qui lui vaut le grade de général de division le 21 décembre 1805. Il reçoit alors une nouvelle mission diplomatique en étant appelé  à l'ambassade de Constantinople le 2 mai 1806, avec pour mission de tenter de rompre l'alliance de la Sublime Porte avec la Russie et le Royaume-Uni.
Sébastiani déploie beaucoup d’habileté dans son ambassade, et décide Sélim III, dont il s'est fait un ami, à faire alliance avec Napoléon et à déclarer la guerre à la Russie dès le 7 décembre 1806. Il a eu à lutter, avant d’arriver à ce résultat, contre l’influence du Royaume-Uni, qui prodigue ses subsides pour maintenir sa prépondérance en Turquie, et contre la frayeur qu’inspire aux ministres turcs la pensée d’une guerre avec la Russie.

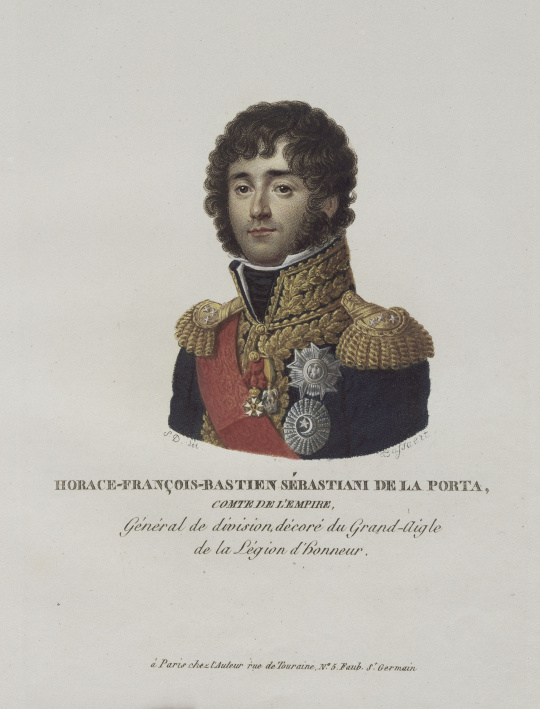
Horace Sébastiani avec l'Ordre du Croissant.

Le gouvernement britannique, alarmé du traité conclu entre Sélim et Napoléon, donne à son amiral Duckworth l’ordre de franchir les Dardanelles, et d’aller imposer au Sultan l’abolition de ce traité. Durant cette guerre anglo-turque, en janvier 1807, la flotte britannique, forçant le passage des Détroits, vient jeter l'ancre sur le Bosphore, en face du Sérail dans une attitude imposante, et demande impérieusement au Sultan de renoncer à l’alliance de la France, de renvoyer l’ambassadeur français et de mettre l’escadre turque en dépôt entre les mains du Royaume-Uni, jusqu’à ce qu’un traité de quadruple alliance eût été conclu entre cette puissance, la Russie, la Turquie et la Prusse.
Cette nouvelle consterne les Turcs, effrayés à l’idée de se voir engagés dans une guerre maritime qui, en effet, eût été désastreuse pour eux, et le Sultan, n’apercevant aucun moyen d’échapper au danger qui le menace, écrit au général Sébastiani qu’il se voyait à regret forcé d’obtempérer aux ordres de l’amiral britannique et de le prier de se retirer. Le général répond qu’il n’en ferait rien et attendrait avec confiance une décision plus digne du Sultan, qu'il finit par convaincre de résister. Aussitôt, il se met à préparer des moyens de défense. On a ouvert avec l’amiral britannique des négociations qui, portant sur des détails de forme, traînent en longueur et donnent le temps d'armer les batteries de la côte. Sous la direction de l'ambassadeur de France, le peuple travaille avec ardeur et en moins de cinq jours, 600 bouches à feu, cent chaloupes canonnières, une ligne de vaisseaux rasés et embossés, menacent l'escadre britannique qui se hâte de repasser le détroit, non sans perdre deux corvettes et 500 hommes en février 1807.
Ce succès diplomatique et militaire est toutefois de peu de conséquence. En effet Napoléon Ier ayant trahi la Turquie dans un article secret du traité de Tilsitt, la prépondérance russe et britannique finit par l'emporter. Sélim III est déposé et Sébastiani, après avoir demandé son rappel, quitte Constantinople le 27 avril 1808 et rentre en France au mois de juin suivant. Le sultan de Turquie l'a élevé à la dignité de première classe de l'Ordre du Croissant. Il a aussi été élevé par Napoléon Ier à la dignité de grand aigle de la Légion d'honneur le 7 avril 1807.
Le jour même de sa nomination comme ambassadeur le 2 mai 1806, il a épousé la sœur de son aide de camp Auguste de Franquetot de Coigny, Antoinette Jeanne Françoise (dite Fanny) de Franquetot de Coigny, fille du duc de Coigny, petite-fille du second maréchal de Coigny, qui meurt en couches à Constantinople le 8 mai 1807 après avoir donné naissance à une fille, Françoise Altarice Rosalba (dite Fanny) Sébastiani, née le 14 avril 1807.

#### Guerre d'Espagne (1808-1811)

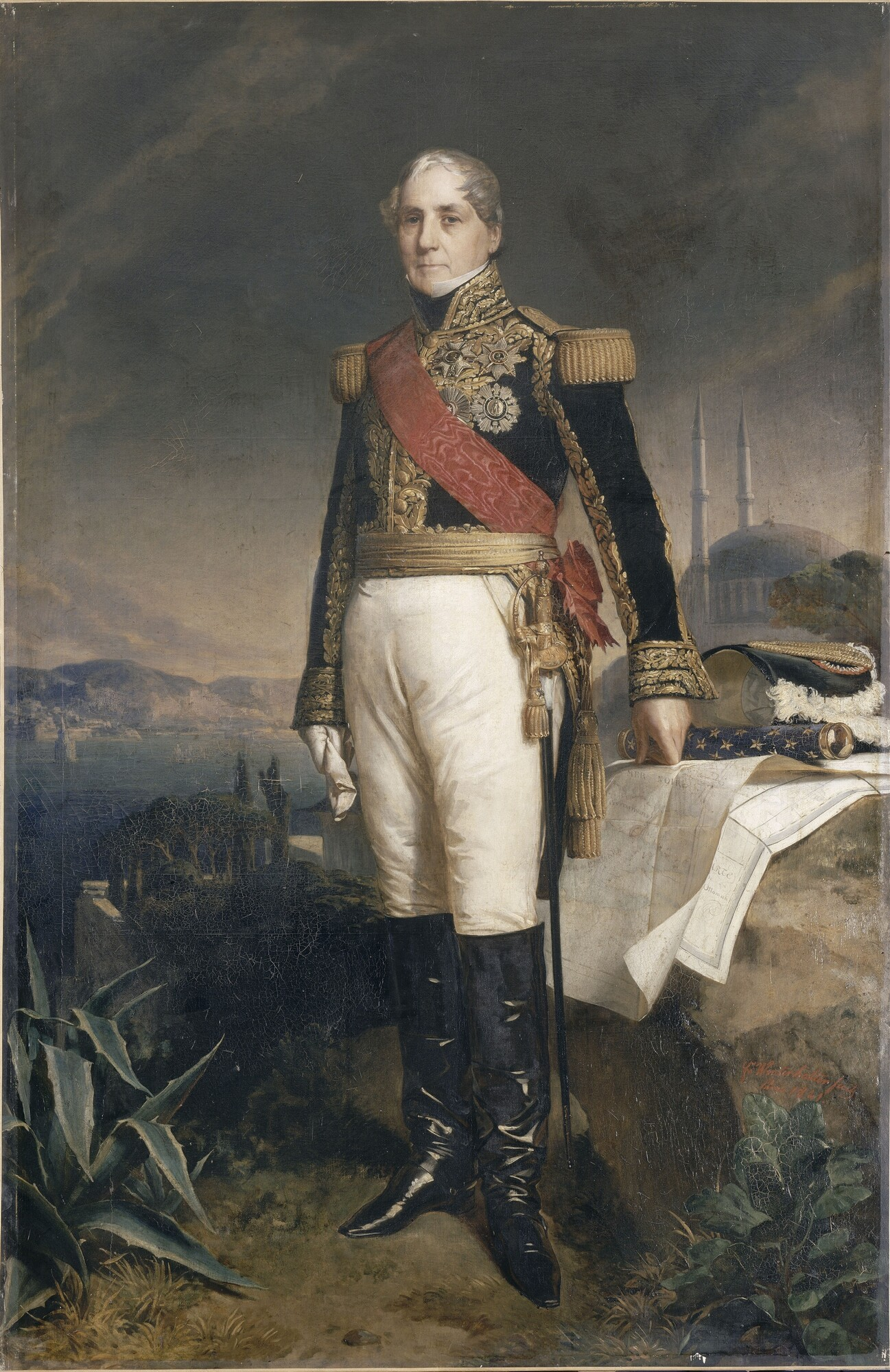
Portrait d'Horace Sébastiani par Franz Xaver Winterhalter, 1841.

Le 22 août 1808, Sébastiani est envoyé en Espagne comme commandant du 4e corps et concourt aux opérations de l'armée d'occupation sous les ordres du maréchal Lefebvre, qu'il remplace dans son commandement en janvier 1809. Après avoir forcé le passage de la Guadiana, il bat le général José de Urbina à la bataille de Ciudad Real le 27 mars 1809, s'empare des dépôts d'armes que les Espagnols ont constitués au pied de la Sierra Morena et, revenant sur ses pas sur l'ordre du roi Joseph, il prend part à la bataille indécise de Talavera le 28 juillet .
Envoyé ensuite sur la rive gauche du Tage, Sébastiani gagne la bataille d'Almonacid le 11 août 1809 et celle de Rio d'Almanzor, est créé comte de l'Empire le 31 décembre 1809, enlève les retranchements d'Alcala la Real le 26 janvier 1810, entre en vainqueur dans Grenade le 1er février, s'empare de Malaga le 7 février 1810 et bat de nouveau l'ennemi à Rio d'Almenzor le 4 novembre, puis à Baza. Il refuse de s'associer aux intrigues de Soult et du roi Joseph contre l'Empereur, mais celui-ci, sensible aux rumeurs calomnieuses, le soupçonne, et leurs relations commencent de s'altérer.
Il perd bientôt une grande partie du territoire conquis : « En vérité, observe Napoléon, Sébastiani me fait marcher de surprise en surprise ». Néanmoins ses bulletins continuent à crier victoire, et l'Empereur doit mander au maréchal Jourdan : « mon cousin, vous ferez savoir au général Sébastiani qu'il résulte de toutes les victoires qu'il remporte en Espagne, qu'il a perdu deux pièces de canon au lieu d'en avoir pris par centaines. La valeur de ces deux bouches à feu sera retenue sur ses appointements ».
En définitive, Sébastiani se trouve bloqué dans Grenade lorsqu'il demande son rappel en France le 10 mai 1811, officiellement pour cause de maladie. S'ensuit une période de semi-disgrâce, mais celle-ci dure peu car il ne tarde pas à être envoyé en Russie.

#### «Duc de Murcie»
On lit souvent,,, que le général Sébastiani avait été fait « Duc de Murcie » par Napoléon Ier, ce qui est inexact.
« Pendant ce court « règne » du général Sébastiani à Grenade, il lui arriva un jour de pousser avec ses dragons une reconnaissance jusqu'à Lorca, ville frontière du royaume de Murcie. Dans cette petite expédition, on rencontra une guérilla de cinquante hommes environ, qui fut aussitôt dissipée à coups de fusils. Au retour de cette course, le général écrivit cette dépêche : « Découvrir l'ennemi en force, l'attaquer, le mettre en déroute, fut une même chose. Le champ de bataille est jonché de morts, le pays frappé de terreur se soumet à l'autorité légitime du roi don Joseph Napoléon ; j'aurai eu l'inexprimable bonheur d'avoir ouvert la carrière, et préparé la conquête du royaume de Murcie que je demande à être autorisé d'entreprendre. » Malheureusement le maréchal Soult n'approuva pas ce plan, il eut même le mauvais esprit de ne pas croire aux morts qui jonchaient le champ de bataille ; mais on ne décerna pas moins, à table, dans l'Alhambra, le titre de duc de Murcie au général Sébastiani, et M. de Bouillé s'écria que l'empereur ne pouvait le refuser à son Excellence. Un seul officier, M. de Saint-Aubin , homme sourd et brusque, arrêta tout cet enthousiasme, en disant que l'empereur n'aimait pas qu'on lui forçât la main pour ces sortes de choses, [...] »
— Revue des deux Mondes, 1833.
« Les félicitations avaient été reçues avec une douce et bienveillante fierté, on dit même que le manteau ducal figurait déjà sur les panneaux de la calèche et des caissons du général, qui se trouvait encore en Espagne, lorsque, dans un [des] accès de colère [...], Napoléon foula à ses pieds le brevet, qu’on lui présenta pour l’approuver, et anéantit pour jamais, du talon de sa botte, le grand feudataire que le roi son frère voulait faire sortir de la fumée du champ de bataille de Talaveyra.
Ce titre de duc resta cependant au général Sébastiani jusqu’à la fin de la campagne, et on le lui prodiguait communément à sa table et sous sa tente. »
— Revue des Deux Mondes, Lettres sur les hommes d’État de France, 1833

#### Campagne de Russie (1812)
Sébastiani est attaché à l'expédition de Russie avec le commandement de la 2e division de cuirassiers. Mais peu après, il est placé à la tête de la division de cavalerie légère du corps Montbrun. Après des échecs à Drouïa le 15 juillet et Inkowo le 8 août 1812, il se signale à Smolensk et à la Moskowa. Il entre parmi les premiers à Moscou à la tête du 2e corps de cavalerie.
Pendant la retraite de Russie il rallie la tête de l'armée et dirige l'avant-garde. Il perd alors beaucoup de monde et plus de la moitié de son artillerie. Il est placé à la tête des débris de la cavalerie de la Grande Armée à l'issue de la campagne de Russie.

#### Campagne de Saxe (1813)
Il prend ensuite part à tous les combats importants de la campagne de Saxe de 1813 à la tête du 2e corps de cavalerie sous Eugène de Beauharnais. Il se bat à Sprotau le 28 mai, à La Katzbach le 26 août, à Wachau le 16 octobre. À la bataille de Leipzig les 16, 17 et 18 octobre, il est blessé d'un coup de lance à la poitrine mais reste malgré cela à la tête de ses troupes. Il culbute les Bavarois du général de Wrède à Hanau les 30 et 31 octobre 1813 en s'emparant d'un défilé qui assurait la retraite. Il évacue Cologne le 14 janvier 1814 à la tête du 5e Corps.
Le baron von Odeleben, officier saxon attaché à l'état-major de Napoléon, raconte une scène difficile survenue entre Napoléon et Sébastiani pendant cette campagne :
« [Napoléon] adressa un jour des reproches au général Sébastiani, en soutenant que sa cavalerie avait fait moins que celle du général Latour-Maubourg qui avait pris tant de drapeaux, de canons, et avait fait tant de prisonniers, et termina par ces mots terribles : "F..., faites autant qu'eux ; vous commandez de la canaille et non pas des soldats". - "Sire, je ne commande pas de canaille", riposta Sébastiani d'un ton sec et ferme, en lui représentant que, dans l'état où elles étaient et au milieu de tant de privations, ses troupes n'avaient pas pu faire plus. ».

#### Campagne de France (1814)
Le général Sébastiani se trouve ensuite à la tête de trois régiments de cavalerie de la Garde impériale lors de la campagne de France. Il combat à Châlons-sur-Marne le 4 février, à Troyes le 23 février, à Plancy-l'Abbaye le 19 mars, à Arcis-sur-Aube les 20 et 21 mars, à Saint-Dizier le 26 mars. Il se signale surtout à Reims le 13 mars, dans le combat où est tué le général de Saint-Priest, émigré, à Arcis-sur-Aube, où il résiste à toute la cavalerie des Alliés, et à Saint-Dizier.

#### Les Cent-Jours

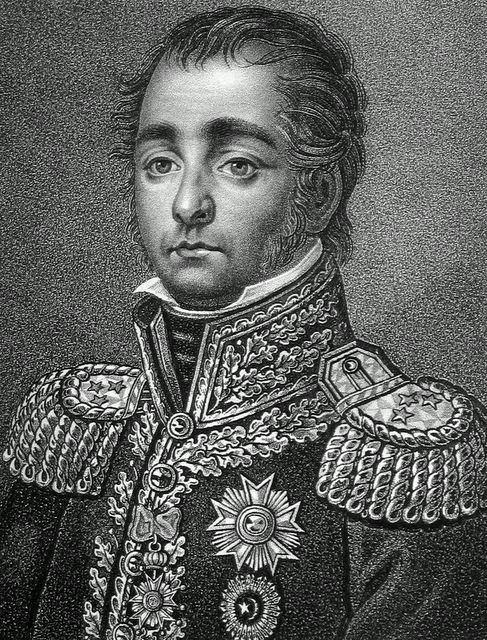
Horace Sébastiani.

Lorsque Napoléon Ier a abdiqué, Sébastiani adhère à la Première Restauration et est fait chevalier de l'ordre royal et militaire de Saint-Louis.
Mais après le débarquement du Golfe-Juan, il se rallie à Napoléon et durant les Cent-Jours il est chargé de la défense de Paris entre Bercy et la Villette. Il est également élu représentant du département de l’Aisne (Vervins) à la Chambre des représentants le 7 mai 1815. Il y défend la dynastie et lors de la séance du 21 juin, propose à la Chambre de mander tous les chefs de légion de la garde nationale afin de veiller à la sûreté de l'assemblée.
Après la bataille de Waterloo et l'abdication de Napoléon, il est — avec La Fayette, d’Argenson, Pontécoulant, de Laforêt et Benjamin Constant comme secrétaire – l'un des six commissaires envoyés par Fouché à Haguenau pour négocier une trêve et traiter de la paix avec les Alliés, sans succès.

### Sous la Restauration
Après cette démarche infructueuse, Sébastiani quitte la France et bien qu'il n'ait pas été compris dans les listes de proscription par la seconde Restauration, il s'exile au Royaume-Uni jusqu'en mai 1816, puis revient en France, est mis en demi-solde et reste sans emploi.
Le 13 septembre 1818, sa maîtresse Félicité de Faudoas-Barbazan de Seguenville (1785-1841), épouse du duc de Rovigo, donne naissance au futur écrivain Gustave Aimard, aussitôt abandonné par ses parents biologiques.
Le 22 septembre 1819, il est élu député par le collège de département de la Corse, dont Decazes l’a nommé président. Il siège dans l'opposition de gauche et défend contre le gouvernement les libertés constitutionnelles. Barbier lui attribue à cette époque un ouvrage intitulé État actuel de la Corse, signé « P.P. Pompéï »,.
En 1824 Sébastiani entre au comité philhellène de Paris. La même année il concourt de nouveau pour la députation dans le département de la Corse ; mais cette fois, grâce aux efforts du ministère Villèle qui a fait campagne contre lui, il n’obtient que quelques suffrages et rentre dans la vie privée. Mais le 27 janvier 1826 il redevient député du 3e arrondissement électoral de l'Aisne (Vervins) en remplacement du général Foy, décédé. Il reprend sa place à gauche et attaque la politique du ministère qui « se proposait la ruine de nos institutions constitutionnelles ». Il conteste au roi, lors des affaires de Saint-Domingue, le droit de céder aucune portion du territoire sans l'approbation des Chambres. « Il n'avait pas à proprement parler de l'éloquence, mais une grande facilité d'argumentation qui, malgré l'emphase de sa diction compassée, embarrassait souvent ses adversaires. »
Il est réélu le 17 novembre 1827 et le 23 juin 1830. Rapporteur de la commission des lois départementales et communales (1829), il oblige par ses critiques le ministère à les retirer et en 1830 vote l'adresse des 221 contre le ministère Polignac.

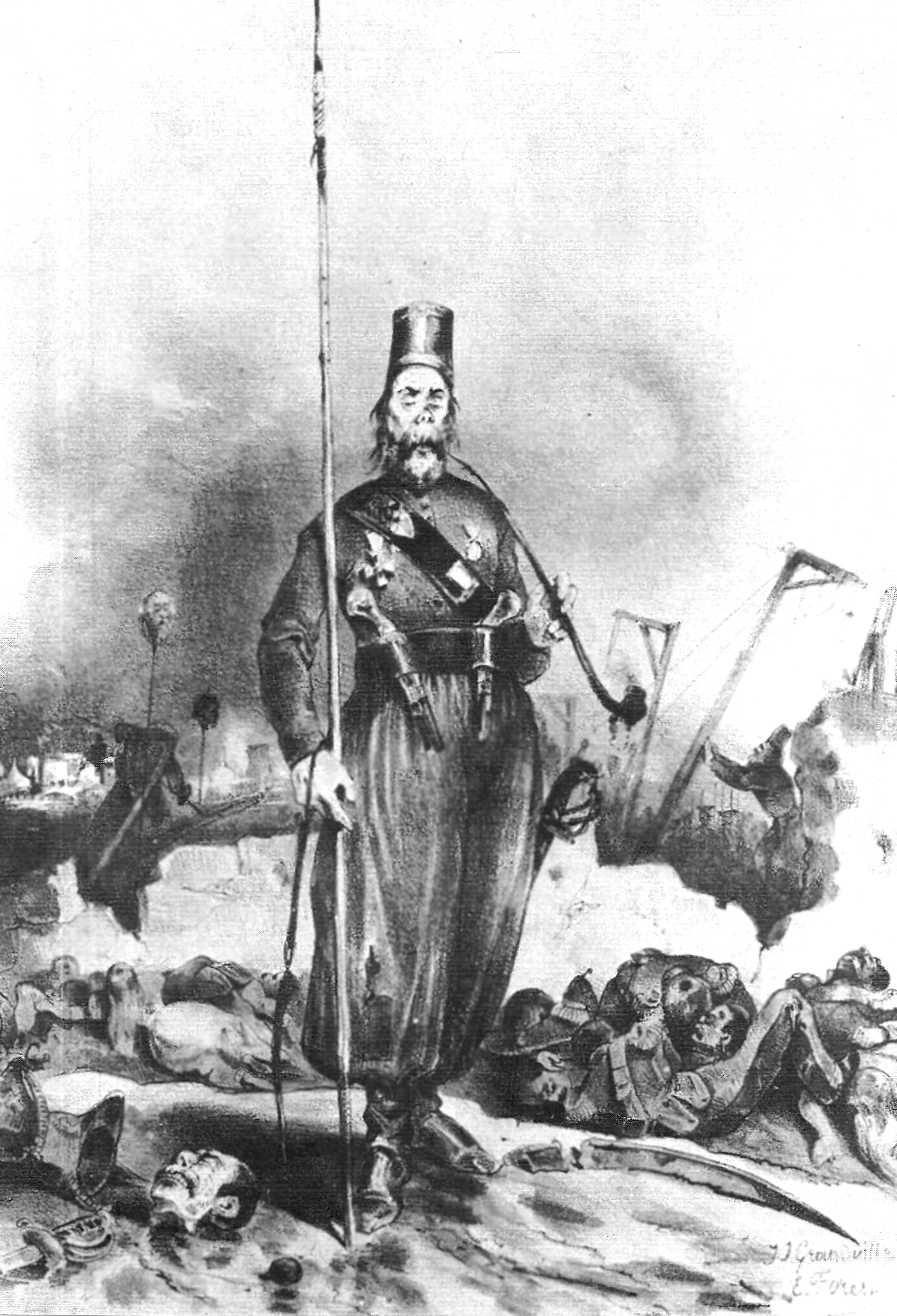
L'ordre règne à Varsovie par Grandville, gravure sarcastique en réaction à une déclaration du ministre français des affaires étrangères, Horace Sébastiani, en 1831.

### Sous la Monarchie de Juillet
Quand arrivèrent les événements de juillet 1830, il se trouve, comme la plupart de ses collègues, pris au dépourvu, et on le voit refuser toute solidarité avec l’insurrection, même avec la résistance légale. On sait en effet que le 30 juillet, lorsque la victoire appartenait depuis deux jours aux révolutionnaires, il déclare qu’il n’y a « de drapeau national que le drapeau blanc ». Néanmoins, ses relations d'amitié avec le duc d’Orléans l'amènent à seconder l'avènement au trône de celui-ci, et le conduisent au pouvoir immédiatement après l'installation de la monarchie de Juillet.
Au soir du 30 juillet il fait partie de la commission des douze députés qui avec Louis Bérard, Jean-Charles Persil, et André Dupin se rend chez Louis-Philippe au château de Neuilly afin de lui notifier la délibération l'appelant à la lieutenance générale du royaume.

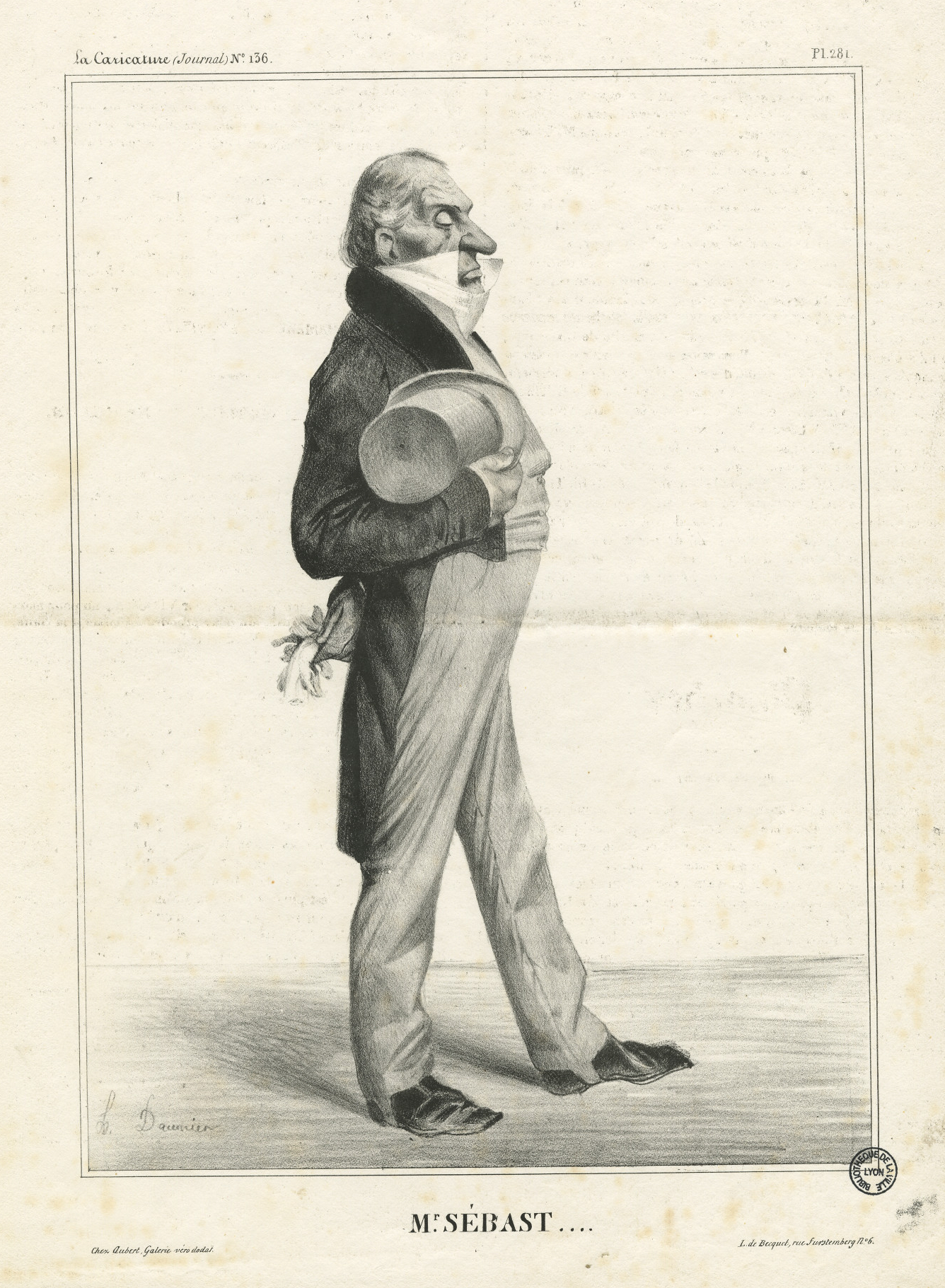
Horace Sébastiani vu par Honoré Daumier.

Il fait partie de la commission chargée de réviser la Charte de 1814 et est appelé le 11 août 1830, au ministère de la Marine et des Colonies. Il doit, à cette occasion, se représenter devant ses électeurs de Vervins qui confirment son mandat le 21 octobre. Il est réélu député de Vervins le 5 juillet 1831 et élu, le même jour, dans le 2e collège de la Corse (Bastia). Il opta alors pour Vervins.
Le 17 novembre 1830, il abandonne le portefeuille de la Marine pour prendre celui des Affaires étrangères, qu'il conserve près de deux ans, défendant la politique pacifiste de Louis-Philippe et violemment attaqué, pour cette raison, par l'opposition, surtout par le général Lamarque. À ce titre, il négocie en mai 1831 le traité avec les États-Unis leur allouant une indemnité de 25 millions en réparation des dommages causés par les corsaires français durant les guerres napoléoniennes. C'est également en cette qualité que, le 16 septembre 1831, rendant compte devant la Chambre de l'invasion de la Pologne – à qui le gouvernement refuse de prêter assistance malgré les objurgations de l'opposition – par les troupes russes, il déclare qu'« au moment où l'on écrivait, la tranquillité régnait à Varsovie », phrase que la gauche résume par : « l'ordre règne à Varsovie » et qui, sous cette forme célèbre, est restée attachée au nom de Sébastiani.
Il assure l'intérim du ministère de la Guerre du 24 novembre au 11 décembre 1831 et est écarté du gouvernement le 11 octobre 1832, avec la constitution du premier ministère Soult. Mais il y rentre comme ministre sans portefeuille dès le 22 mars 1833, à la suite de l'intervention russe à Constantinople, car sa connaissance des affaires d'Orient apparut alors utile. Il quitte le cabinet le 1er avril 1834, sur le refus de la Chambre d'approuver le traité relatif à l'indemnité de 25 millions à verser aux États-Unis et est nommé le 4 avril ambassadeur à Naples. Il quitte ce poste au mois d'août suivant. Consécutivement à cette nomination, les électeurs de Vervins ont renouvelé son mandat de député le 14 mai 1834.

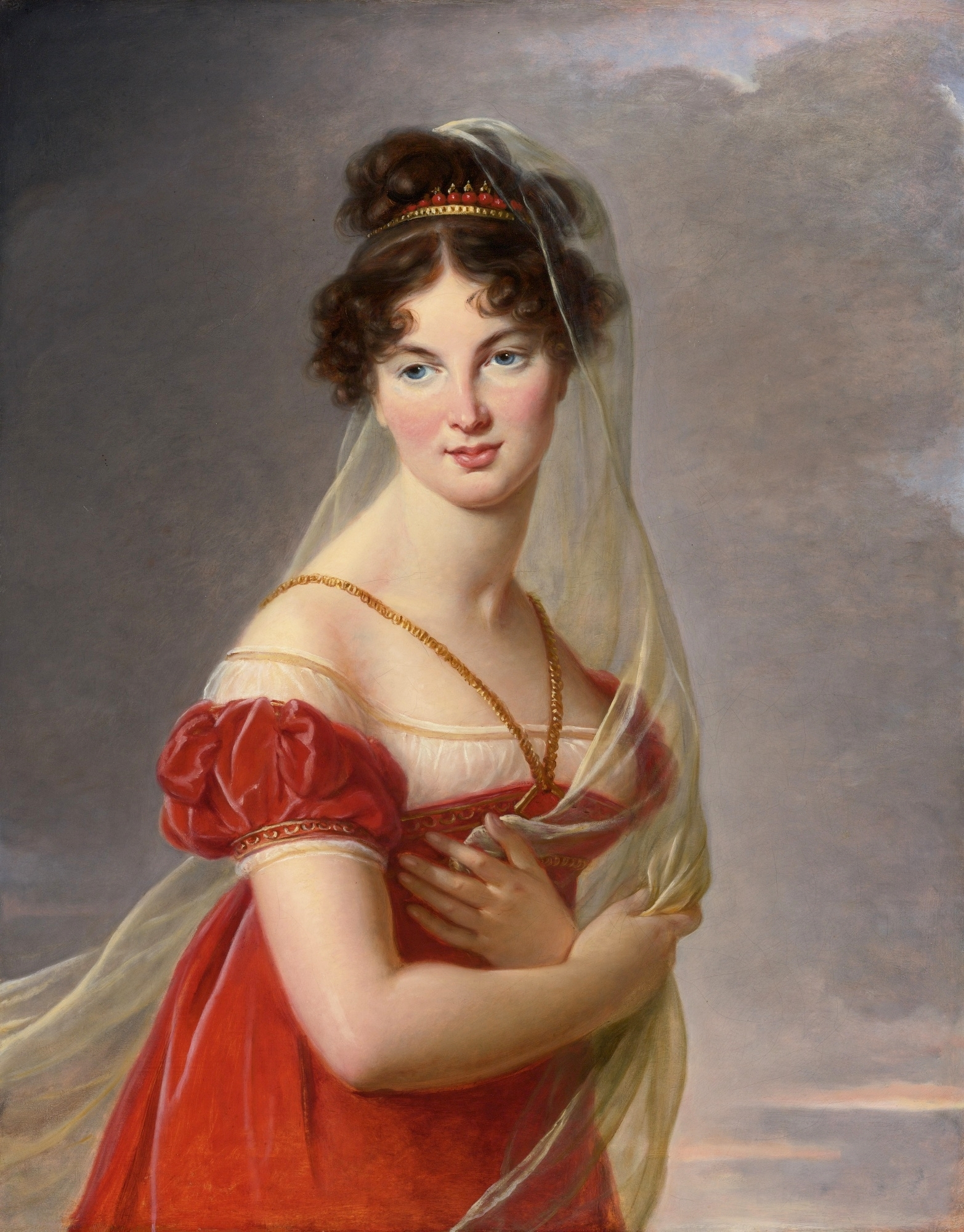
Aglaé de Gramont (1787-1842)

En 1831 il s'était remarié avec Aglaé Angélique Gabrielle de Gramont (1787-1842), sœur du 9e duc de Gramont, et veuve du général russe Alexandre Lvovitch Davydov (1773-1833).

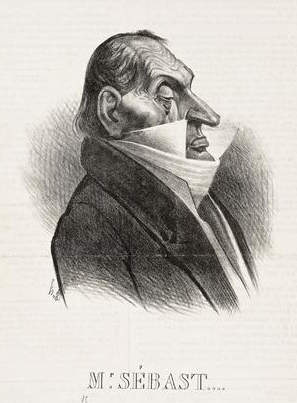
Horace Sébastiani vu par Honoré Daumier.

Le 7 janvier 1835, il est nommé ambassadeur à Londres et est remplacé comme député, le 15 janvier, par Quinette ; il se représente en Corse le 26 décembre, lors de l'élection partielle provoquée par la nomination de son frère Tiburce Sébastiani au commandement de la 17e région militaire, et est élu député par le 1er collège de ce département (Ajaccio).
Durant son ambassade à Londres, il a à traiter des affaires particulièrement délicates : la constitution du royaume de Belgique, le droit de visite des navires, les affaires d'Orient. Bien qu'il ne parait plus en fait au Palais Bourbon, ses électeurs de Corse lui maintiennent son mandat le 18 novembre 1837 et le 6 mars 1839. Le 7 février 1840 il est remplacé à Londres par Guizot et en compensation est élevé à la dignité de maréchal de France le 21 octobre suivant. À cette occasion, il est réélu député le 20 décembre.
Frappé de plusieurs attaques d'apoplexie qui l'ont laissé passablement diminué, souffrant de la goutte, il ne s'intéresse plus que de loin aux débats parlementaires. Il n'en est pas moins réélu le 12 juillet 1842 et, aux élections du 8 août 1846, il obtient la majorité dans deux collèges électoraux de la Corse, à Ajaccio et à Bastia. Il opte pour Ajaccio.
À la fin de sa vie, il est très affecté par un drame familial dont le retentissement est tel qu'il crée l'un des principaux scandales de la monarchie de Juillet : l'assassinat, le 17 août 1847, de sa fille unique par son gendre, le duc de Praslin, qui se suicide en prison quelques jours plus tard. Bouleversé et inconsolable, le maréchal Sébastiani languit pendant encore quatre ans et meurt subitement à 78 ans le 20 juillet 1851.

## Armoiries
| Figure | Blasonnement |
|        | Armes des Sébastiani della Porta : D'azur au griffon d'or, |
|        | Armes de comte de l'Empire : De gueules à la porte de ville flanquée de deux tours (parfois donjonnées) crénelées et soutenues d’or, à la herse de sable, surmontée d’un comble, parti de deux traits, formant trois quartiers, le premier des comtes militaires de l’Empire, le deuxième de gueules au lion d’or, le troisième de sinople au croissant d’argent, les pointes à dextre embrassant un étoile du même |

## Hommages

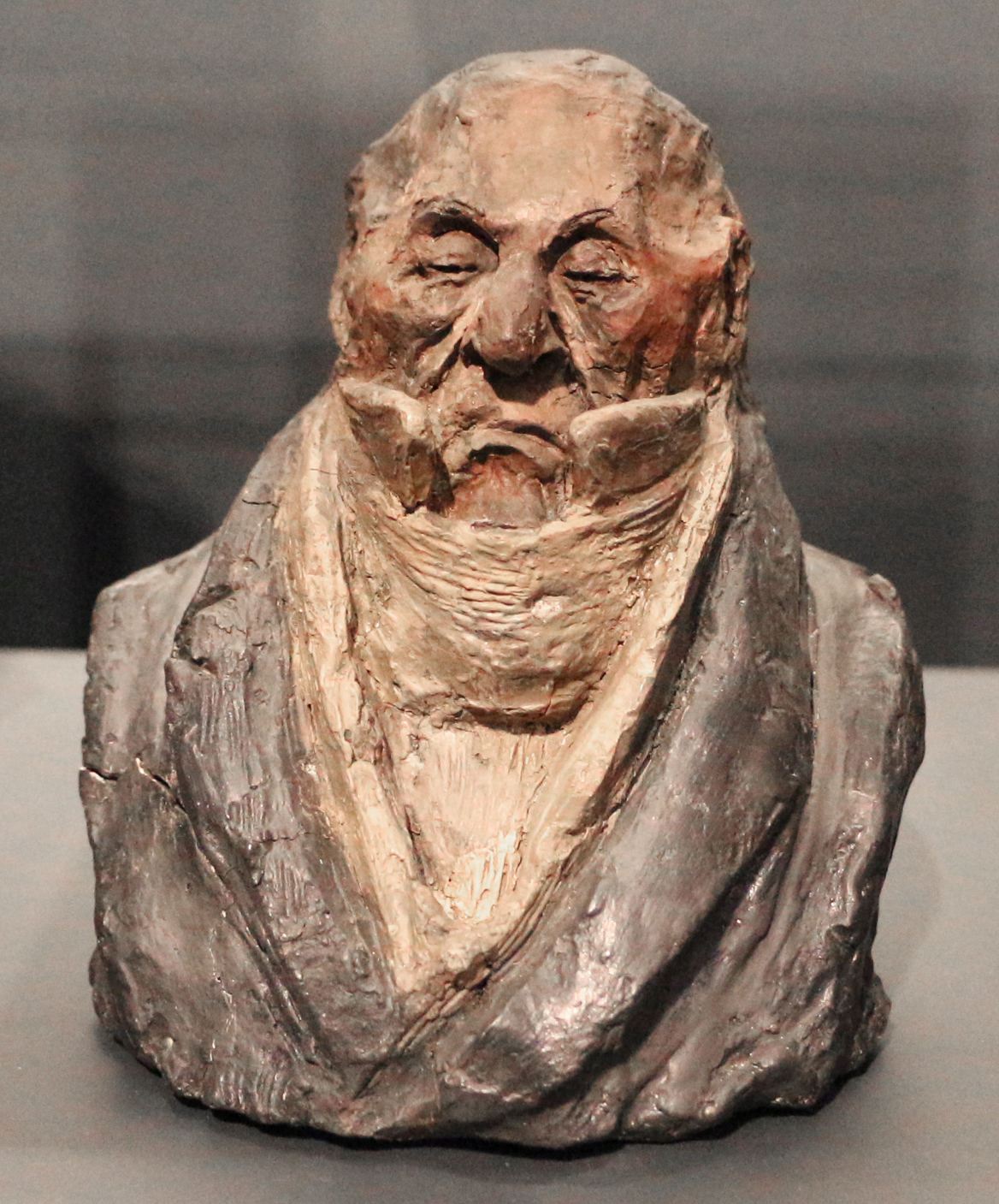
Caricature de Sébastiani par Honoré Daumier.

- Le maréchal Sébastiani est inhumé à l'hôtel des Invalides en vertu d'un décret de Louis-Napoléon Bonaparte en reconnaissance de ses services militaires et diplomatiques.
- Son nom est inscrit sur le côté Ouest de l'arc de triomphe de l'Étoile.